# Der Bestatter/Episodenliste
Diese Episodenliste enthält alle Episoden der Deutschschweizer Fernsehserie Der Bestatter, sortiert nach der Deutschschweizer Erstausstrahlung. Die Fernsehserie umfasst sieben Staffeln mit 40 Episoden und einen Spielfilm.

## Übersicht
| #   | Folgen | Veröffentlichung Deutschschweiz | Veröffentlichung Deutschschweiz | Veröffentlichung Deutschschweiz | Veröffentlichung Deutschschweiz | Veröffentlichung Deutschschweiz | Veröffentlichung Deutschland | Veröffentlichung Deutschland | Veröffentlichung Deutschland |
| #   | Folgen | Premiere                        | Finale                          | Reichweite                      | Marktanteil                     | DVD                             | Premiere                     | Finale                       | DVD                          |
| --- | ------ | ------------------------------- | ------------------------------- | ------------------------------- | ------------------------------- | ------------------------------- | ---------------------------- | ---------------------------- | ---------------------------- |
| 1   | 4      | 8. Jan. 2013                    | 29. Jan. 2013                   | 741 Tsd.                        | 41,0 %                          | 14. März 2013                   | 22. Apr. 2015                | 13. Mai 2015                 | 9. Juli 2015                 |
| 2   | 6      | 7. Jan. 2014                    | 11. Feb. 2014                   | 725 Tsd.                        | 42,5 %                          | 11. Feb. 2014                   | 20. Mai 2015                 | 24. Juni 2015                | 9. Juli 2015                 |
| 3   | 6      | 6. Jan. 2015                    | 10. Feb. 2015                   | 750 Tsd.                        | 40,0 %                          | 10. Feb. 2015                   | 23. Aug. 2016                | 25. Aug. 2016                | 2. Feb. 2017                 |
| 4   | 6      | 5. Jan. 2016                    | 9. Feb. 2016                    | 693 Tsd.                        | 38,6 %                          | 9. Feb. 2016                    |                              |                              |                              |
| 5   | 6      | 3. Jan. 2017                    | 7. Feb. 2017                    | 704 Tsd.                        | 40,5 %                          | 7. Feb. 2017                    |                              |                              |                              |
| 6   | 6      | 2. Jan. 2018                    | 6. Feb. 2018                    | 774 Tsd.                        | 39,8 %                          | 28. Feb. 2018                   |                              |                              |                              |
| 7   | 6      | 8. Jan. 2019                    | 12. Feb. 2019                   | 756 Tsd.                        | 40,2 %                          | 8. Feb. 2019                    |                              |                              |                              |
| 1–7 | 40     | —                               | —                               | —                               | —                               | 12. Feb. 2019                   | —                            | —                            |                              |

## Staffel 1
Die Erstausstrahlung der ersten Staffel wurde vom 8. bis zum 29. Januar 2013 auf dem Deutschschweizer Sender SRF 1 gesendet. Die Erstausstrahlung in Deutschland sendete der Sender WDR vom 22. April bis zum 13. Mai 2015.

| Nr. (ges.) | Nr. (St.) | Titel                | Regie          | Drehbuch    | Premiere CH   | Dt. Premiere D |
| ---------- | --------- | -------------------- | -------------- | ----------- | ------------- | -------------- |
| 1          | 1         | Schweres Erbe        | Markus Fischer | Dave Tucker | 8. Jan. 2013  | 22. Apr. 2015  |
| 2          | 2         | Treibgut             | Markus Welter  | Dave Tucker | 15. Jan. 2013 | 29. Apr. 2015  |
| 3          | 3         | Von null auf hundert | Markus Welter  | Dave Tucker | 22. Jan. 2013 | 6. Mai 2015    |
| 4          | 4         | Stachel im Fleisch   | Markus Fischer | Dave Tucker | 29. Jan. 2013 | 13. Mai 2015   |

## Staffel 2
Die Erstausstrahlung der zweiten Staffel wurde vom 7. Januar bis zum 11. Februar 2014 auf dem Deutschschweizer Sender SRF 1 gesendet. Die Erstausstrahlung in Deutschland sendete der Sender WDR vom 20. Mai bis zum 24. Juni 2015.

| Nr. (ges.) | Nr. (St.) | Titel          | Regie                    | Drehbuch                     | Premiere CH   | Dt. Premiere D | Autoren                                  |
| ---------- | --------- | -------------- | ------------------------ | ---------------------------- | ------------- | -------------- | ---------------------------------------- |
| 5          | 1         | Todesspender   | Christian von Castelberg | Dominik Bernet               | 7. Jan. 2014  | 20. Mai 2015   | Dominik Bernet, Katja Früh, Claudia Pütz |
| 6          | 2         | Stierebluet    | Christian von Castelberg | Katja Früh, Claudia Pütz     | 14. Jan. 2014 | 27. Mai 2015   | Dominik Bernet, Katja Früh, Claudia Pütz |
| 7          | 3         | Totenwache     | Chris Niemeyer           | Dominik Bernet               | 21. Jan. 2014 | 3. Juni 2015   | Dominik Bernet, Katja Früh, Claudia Pütz |
| 8          | 4         | Gespenster     | Chris Niemeyer           | Katja Früh, Claudia Pütz     | 28. Jan. 2014 | 10. Juni 2015  | Dominik Bernet, Katja Früh, Claudia Pütz |
| 9          | 5         | Schlachtplatte | Markus Welter            | Katja Früh, Claudia Pütz     | 4. Feb. 2014  | 17. Juni 2015  | Dominik Bernet, Katja Früh, Claudia Pütz |
| 10         | 6         | Unter der Erde | Markus Welter            | Dominik Bernet, Claudia Pütz | 11. Feb. 2014 | 24. Juni 2015  | Dominik Bernet, Katja Früh, Claudia Pütz |

Anmerkungen
1. ↑  Titel der hochdeutschen Synchronfassung: Stiereblut

## Staffel 3
Die Erstausstrahlung der dritten Staffel wurde vom 6. Januar bis zum 10. Februar 2015 auf dem Deutschschweizer Sender SRF 1 gesendet. Die Erstausstrahlung in Deutschland sendete der Sender 3sat vom 23. bis zum 25. August 2016 in Doppelfolgen.

| Nr. (ges.) | Nr. (St.) | Titel              | Regie          | Drehbuch                     | Premiere CH   | Dt. Premiere D | Autoren                                  |
| ---------- | --------- | ------------------ | -------------- | ---------------------------- | ------------- | -------------- | ---------------------------------------- |
| 11         | 1         | Offene Wunden      | Markus Welter  | Dominik Bernet               | 6. Jan. 2015  | 23. Aug. 2016  | Dominik Bernet, Claudia Pütz             |
| 12         | 2         | Letzte Runde       | Chris Niemeyer | Dominik Bernet, Claudia Pütz | 13. Jan. 2015 | 23. Aug. 2016  | Dominik Bernet, Katja Früh, Claudia Pütz |
| 13         | 3         | Schöner Schein     | Chris Niemeyer | Dominik Bernet, Claudia Pütz | 20. Jan. 2015 | 24. Aug. 2016  | Dominik Bernet, Katja Früh, Claudia Pütz |
| 14         | 4         | Der erste Stein    | Chris Niemeyer | Dominik Bernet, Claudia Pütz | 27. Jan. 2015 | 24. Aug. 2016  | Dominik Bernet, Katja Früh, Claudia Pütz |
| 15         | 5         | Der Fremde im Sarg | Markus Welter  | Dominik Bernet               | 3. Feb. 2015  | 25. Aug. 2016  | Dominik Bernet, Claudia Pütz             |
| 16         | 6         | Asche zu Asche     | Markus Welter  | Dominik Bernet, Claudia Pütz | 10. Feb. 2015 | 25. Aug. 2016  | Dominik Bernet, Claudia Pütz             |

## Staffel 4
Die Erstausstrahlung der vierten Staffel wurde vom 5. Januar bis zum 9. Februar 2016 auf dem Deutschschweizer Sender SRF 1 gesendet.
| Nr. (ges.) | Nr. (St.) | Titel                | Regie          | Drehbuch                     | Premiere CH   | Autoren                                     |
| ---------- | --------- | -------------------- | -------------- | ---------------------------- | ------------- | ------------------------------------------- |
| 17         | 1         | Letzte Worte         | Chris Niemeyer | Dominik Bernet               | 5. Jan. 2016  | Dominik Bernet, Claudia Pütz                |
| 18         | 2         | Gefährliches Gelände | Chris Niemeyer | Thomas Eggel                 | 12. Jan. 2016 | Dominik Bernet, Claudia Pütz                |
| 19         | 3         | Falsche Freunde      | Katalin Gödrös | Simone Schmid                | 19. Jan. 2016 | Simone Schmid, Dominik Bernet, Claudia Pütz |
| 20         | 4         | Zwei Leben           | Tom Gerber     | Dominik Bernet, Claudia Pütz | 26. Jan. 2016 | Dominik Bernet, Claudia Pütz                |
| 21         | 5         | Fünf Minuten Glück   | Tom Gerber     | Dominik Bernet, Claudia Pütz | 2. Feb. 2016  | Dominik Bernet, Claudia Pütz                |
| 22         | 6         | Familienbande        | Tom Gerber     | Dominik Bernet, Claudia Pütz | 9. Feb. 2016  | Dominik Bernet, Claudia Pütz                |

## Staffel 5
Die Erstausstrahlung der fünften Staffel wurde vom 3. Januar bis zum 7. Februar 2017 auf dem Deutschschweizer Sender SRF 1 gesendet.

| Nr. (ges.) | Nr. (St.) | Titel               | Regie          | Drehbuch                     | Premiere CH   | Autoren                      |
| ---------- | --------- | ------------------- | -------------- | ---------------------------- | ------------- | ---------------------------- |
| 23         | 1         | Kinderbegräbnis     | Tom Gerber     | Dominik Bernet               | 3. Jan. 2017  | Dominik Bernet, Claudia Pütz |
| 24         | 2         | Wer zuletzt lacht   | Tom Gerber     | Simone Schmid                | 10. Jan. 2017 | Dominik Bernet, Claudia Pütz |
| 25         | 3         | Die herzlose Leiche | Tom Gerber     | Dominik Bernet               | 17. Jan. 2017 | Dominik Bernet, Claudia Pütz |
| 26         | 4         | Schlagabtausch      | Katalin Gödrös | Mats Frey                    | 24. Jan. 2017 | Dominik Bernet, Claudia Pütz |
| 27         | 5         | Letzter Zug         | Katalin Gödrös | Simone Schmid                | 31. Jan. 2017 | Dominik Bernet, Claudia Pütz |
| 28         | 6         | Schuld und Sühne    | Katalin Gödrös | Dominik Bernet, Claudia Pütz | 7. Feb. 2017  | Dominik Bernet, Claudia Pütz |

## Staffel 6
Die Erstausstrahlung der sechsten Staffel wurde vom 2. Januar bis zum 6. Februar 2018 auf dem Deutschschweizer Sender SRF 1 gesendet.

| Nr. (ges.) | Nr. (St.) | Titel               | Regie          | Drehbuch                    | Premiere CH   | Autoren                                     |
| ---------- | --------- | ------------------- | -------------- | --------------------------- | ------------- | ------------------------------------------- |
| 29         | 1         | Les jeux sont faits | Katalin Gödrös | Dave Tucker                 | 2. Jan. 2018  | Dave Tucker, Marc Ottiker                   |
| 30         | 2         | Der begrabene Hund  | Katalin Gödrös | Marc Ottiker                | 9. Jan. 2018  | Marc Ottiker, Dave Tucker, Michael Herzig   |
| 31         | 3         | Kollateralschaden   | Katalin Gödrös | Michael Herzig              | 16. Jan. 2018 | Michael Herzig, Dave Tucker, Marc Ottiker   |
| 32         | 4         | Generalversammlung  | This Lüscher   | Thomas Eggel                | 23. Jan. 2018 | Thomas Eggel, Dave Tucker, Michael Herzig   |
| 33         | 5         | Der Unbestechliche  | This Lüscher   | Tina Ackermann              | 30. Jan. 2018 | Tina Ackermann, Dave Tucker, Michael Herzig |
| 34         | 6         | Verrat              | This Lüscher   | Michael Herzig, Dave Tucker | 6. Feb. 2018  | Michael Herzig, Dave Tucker                 |

## Staffel 7
Die Erstausstrahlung der siebten und letzten Staffel wurde vom 8. Januar 2019 bis 12. Februar 2019 auf dem Deutschschweizer Sender SRF 1 gesendet.

| Nr. (ges.) | Nr. (St.) | Titel                | Regie           | Drehbuch        | Premiere CH   | Autoren                        |
| ---------- | --------- | -------------------- | --------------- | --------------- | ------------- | ------------------------------ |
| 35         | 1         | Asche auf dein Haupt | Barbara Kulcsar | Jacob Groll     | 8. Jan. 2019  | Adrian Illien, Thomas Hess     |
| 36         | 2         | Verbrannte Erde      | Barbara Kulcsar | Simone Schmid   | 15. Jan. 2019 | Adrian Illien                  |
| 37         | 3         | Blutsbande           | Chris Niemeyer  | Grischa Duncker | 22. Jan. 2019 | Adrian Illien, Grischa Duncker |
| 38         | 4         | Das letzte Einhorn   | Barbara Kulcsar | Natascha Beller | 29. Jan. 2019 | Adrian Illien, Natascha Beller |
| 39         | 5         | Spiel mit dem Feuer  | Chris Niemeyer  | Mats Frey       | 5. Feb. 2019  | Adrian Illien, Mats Frey       |
| 40         | 6         | Phönix aus der Asche | Chris Niemeyer  | Adrian Illien   | 12. Feb. 2019 | Adrian Illien                  |

## Spielfilm
| Nr. (ges.) | Nr. (St.) | Titel                    | Regie          | Drehbuch                    | Premiere CH   |
| ---------- | --------- | ------------------------ | -------------- | --------------------------- | ------------- |
| 1          | 1         | Der Bestatter – Der Film | Markus Fischer | Nick Baker, Steffen Dähnert | 12. Nov. 2023 |